# Will Wright
 (novembre 2023).
Pour les articles homonymes, voir Wright et Will Wright (acteur).
Will Wright, né le 20 janvier 1960 à Atlanta, est un développeur et producteur de jeu vidéo américain. Il est le cofondateur de la société Maxis et est, entre autres, le concepteur de la série des SimCity et de sa dérivée Les Sims.
En 2002, il obtient le Hall of Fame de l'Academy of Interactive Arts and Sciences qui récompense les meilleurs créateurs de jeu vidéo. En 2000, il crée la suite des Sims, devenu un important succès commercial. Ce sont Les Sims 2, qui sortent en septembre 2004, ainsi que des extensions un peu plus tard (Nuit de folie, Joyeux Noël, Academy, etc.).
En 2001, il reçoit un Game Developers Choice Award pour l'ensemble de sa carrière. En 2007, il devient  la première personnalité de l'industrie du jeu vidéo nommée Compagnon de la British Academy of Film and Television Arts

## Biographie
Will Wright naît à Atlanta, en Géorgie en 1960, où il vit jusqu’à l’âge de neuf ans, à la mort de son père. La famille déménage pour s'installer dans la ville natale de la mère à Bâton-Rouge, en Louisiane. Diplômé du lycée à 16 ans, il entreprend des études des arts et des sciences, de design et d’architecture à l’université d'État de Louisiane et la Louisiana Tech, pour finir à la New School University où il étudie les sciences sociales et humaines.
Commençant avec un diplôme en architecture, suivi d’un autre en génie mécanique, il termine dans la section informatique et robotique. Après cinq ans d’études, il n’a plus d’autres diplômes.
C’est durant des vacances d’été, lorsqu’il était encore étudiant, que Will Wright rencontre celle qui deviendra sa future femme, Joell Jones, une artiste en visite en Louisiane, venant de Californie.
Dans une interview de 2003, Will Wright affirma que les jeux vidéo lui prenaient une grande part de son temps, et il en conclut que la meilleure chose à faire était d’en concevoir lui-même. Son premier jeu est Raid on Bungeling Bay, un jeu d’hélicoptère sorti d’abord sur Commodore 64 en 1984, puis sur NES en 1985.
Will Wright s'étonne lui-même de trouver plus amusant de créer des villes durant la période de développement du jeu, que d’y jouer en sa version finale. De ce constat naît l’idée de SimCity, jeu de gestion dont le but est de créer et gérer sa propre ville. Le contenu de SimCity est en partie influencé par les travaux de deux grands théoriciens de l’urbanisme, Christopher Alexander et Jay Forrester. Mais il a du mal à trouver un éditeur.

« Je suis intéressé par les processus et stratégies de la conception.  L'architecte Christopher Alexander, dans son livre Pattern Language a formalisé beaucoup de rapports spatiaux sous forme d'une véritable grammaire de la conception.  Je voudrais vraiment que mon travail tende vers une grammaire pour les systèmes complexes et présenter des outils pour concevoir des choses complexes. »

— Extrait d'une entrevue avec le magazine Wired, 1994
En 1986, il rencontre Jeff Braun, un investisseur intéressé par l'industrie du jeu vidéo, que Wright surnomme «the world's most important pizza party». L'année suivante, ensemble, ils fondent Maxis, à Walnut Creek en Californie. SimCity (1989) est un succès et considéré comme un des jeux les plus innovants jamais faits.
Sur le sentier du succès de SimCity, Will Wright crée SimEarth en 1990 et SimAnt en 1991, qui sont en fait des déclinaisons du concept. Il codéveloppe SimCity 2000 en 1993 avec Fred Haslam, pendant que Maxis produit d’autres jeux estampillés «Sim». Le prochain jeu de Will Wright est SimCopter, en 1996.
Bien qu'aucun de ces jeux n'ait eu le succès de SimCity, ils ont forgé la réputation de Wright en tant que concepteur de « logiciels jouets », terme inventé par Maxis elle-même pour promouvoir ses jeux. En 1992, Wright et sa famille migrent à Orinda, toujours en Californie.
En 1995, Maxis s'affiche avec un chiffre d'affaires de 38 millions de dollars. L'action atteint un maximum de 50 $ pour ensuite dégringoler à l'annonce de pertes par Maxis. En juin 1997, Maxis est racheté par le géant américain de l’édition Electronic Arts.
Wright avait pensé à faire une sorte de maison de poupée virtuelle depuis le début des 1990, semblable à SimCity mais concentré sur différentes personnes. À l'origine pensée comme un jeu de conception architecturale appelé Home Tactics, l'idée de Wright a changé quand quelqu'un a suggéré que le joueur devrait être évalué sur la qualité de l'expérience de la vie des propriétaires d'une maison. C'était un concept difficile à vendre à EA, parce que 40 % des employés de Maxis avait déjà été congédiés.
Les négociations aboutissent et EA publie Les Sims en février 2000, qui devient le plus gros succès international de Will Wright. Il surpasse Myst en tant que jeu sur ordinateur le plus vendu de tous les temps, et engendre de nombreux paquets d’extension et autres jeux. Il conçoit une version massivement multijoueur du jeu appelé The Sims Online, mais qui n'est pas aussi populaire que l'original.
Will Wright reçoit un Lifetime Achievement Award décerné par la Game Developers Choice Awards en 2001. En 2002, il devint la cinquième personne à entrer à l’Academy of Interactive Arts and Sciences’s hall of Fame. En 2005, Will Wright est la seule personne au monde à avoir été honorée de cette façon par ces deux organismes de l'industrie du jeu vidéo.
Il est nommé l’une des personnes les plus importantes de l’industrie des divertissements électroniques par des périodiques comme le Time Magazine ou GameSpy. Pour avoir apporté des simulations au marché grand public, Wright s’est vu attribuer d'un PC Magazine Lifetime Achievement Award, en janvier 2005.

## Ludographie
- SimCity première partie de la série : SimCity, SimCity 2000, SimCity 3000
- SimEarth
- SimAnt
- SimLife
- The Sims série : Les Sims, Les Sims 2, Les Sims 3, Les Sims 4
- Spore

### Jeux crédités
Jeux auxquels Will Wright a participé, sans en être le concepteur exclusif.
- Psychonauts (2005), Majesco Games
- The Urbz: Sims in the City (2004), Electronic Arts Inc.
- SimCity 4 (2003), Electronic Arts Inc.
- The Sims: Bustin' Out (2003), Electronic Arts Inc.
- The Sims: Makin' Magic (2003), Electronic Arts Inc.
- The Sims: Superstar (2003), Electronic Arts Inc.
- The Sims Online (2002), Electronic Arts Inc.
- The Sims: Unleashed (2002), Electronic Arts Inc.
- Seaman (2000), SEGA Entertainment, Inc.
- SimCity 3000 Unlimited (2000), Electronic Arts Inc.
- SimCity 3000 (1999), Electronic Arts Inc.
- Marble Drop (1997), Maxis Software Inc.
- SimCopter (1996), Electronic Arts Inc.
- SimIsle: Missions in the Rainforest (1995), Maxis Software Inc.
- SimTower: The Vertical Empire (1995), Maxis Software Inc.
- SimTown (1995), Maxis Software Inc.
- SimCity 2000 Urban Renewal Kit (1994), Maxis Software Inc.
- SimCity Classic (1994), Maxis Software Inc.
- Empire Deluxe Scenarios (1993), New World Computing, Inc.
- SimCity 2000 (1993), Maxis Software Inc.
- SimCity 2000 (Special Edition) (1993), Maxis Software Inc.
- SimCity Enhanced CD-ROM (1993), Interplay, Maxis Software Inc.
- A-Train (1992), Maxis Software Inc.
- A-Train Construction Set (1992), Maxis Software Inc., Ocean Software Ltd.
- SimLife (1992), Maxis Software Inc., Mindscape Inc.
- RoboSport (1991), Maxis Software Inc.
- SimAnt: The Electronic Ant Colony (1991), Maxis Software Inc.
- SimEarth: The Living Planet (1990), Maxis Software Inc.
- SimCity (1989), Atari Europe S.A.S.U.
- SimCity: Terrain Editor (1989), Atari Europe S.A.S.U.
- Raid on Bungeling Bay (1984), Brøderbund Software, Inc.